# Copa Mundial Femenina de Fútbol Sub-17 de 2010
La Copa Mundial Femenina de Fútbol Sub-17 de 2010 fue la 2.ª edición de este torneo. El certamen se llevó a cabo en Trinidad y Tobago del 5 al 25 de septiembre.
Fue la segunda vez que este pequeño país organiza un certamen de estas características ya que previamente organizó la Copa Mundial de Fútbol Sub-17 de 2001.

## Formato de competicion
Los 16 equipos que participan en la fase final se dividen en cuatro grupos de cuatro equipos cada uno. Dentro de cada grupo se enfrentan una vez entre sí, mediante el sistema de todos contra todos. Según el resultado de cada partido se otorgan tres puntos al ganador, un punto a cada equipo en caso de empate, y ninguno al perdedor.
Pasan a la siguiente ronda los dos equipos de cada grupo mejor clasificados. El orden de clasificación se determina teniendo en cuenta los siguientes criterios, en orden de preferencia:
1. El mayor número de puntos obtenidos teniendo en cuenta todos los partidos del grupo
2. La mayor diferencia de goles teniendo en cuenta todos los partidos del grupo
3. El mayor número de goles a favor anotados teniendo en cuenta todos los partidos del grupo

Si dos o más equipos quedan igualados según las pautas anteriores, sus posiciones se determinarán mediante los siguientes criterios, en orden de preferencia:
1. El mayor número de puntos obtenidos en los partidos entre los equipos en cuestión
2. La diferencia de goles teniendo en cuenta los partidos entre los equipos en cuestión
3. El mayor número de goles a favor anotados por cada equipo en los partidos disputados entre los equipos en cuestión
4. Sorteo del comité organizador de la Copa Mundial

La segunda ronda incluye todas las fases desde los cuartos de final hasta la final. Mediante el sistema de eliminación directa se clasifican los dos semifinalistas. Los equipos perdedores de las semifinales juegan un partido por el tercer y cuarto puesto, mientras que los ganadores disputan el partido final, donde el vencedor obtiene el título.
Si después de los 90 minutos de juego el partido se encuentra empatado se juega un tiempo suplementario de dos etapas de 15 minutos cada una. Si el resultado sigue empatado tras esta prórroga, el partido se define por el procedimiento de tiros desde el punto penal.

## Equipos participantes
Las clasificaciones ocurrieron durante finales de 2009 y principios de 2010. El número de equipos por confederación fue el siguiente: AFC (3), CAF (3), CONCACAF (2), CONMEBOL (3), OFC (1), UEFA (3), con un cupo extra para el país anfitrión.
En cursiva los Debutantes
| Confederación  | Eliminatoria                                      | Equipos clasificados                |
| -------------- | ------------------------------------------------- | ----------------------------------- |
| AFC            | Campeonato Sub-16 femenino de la AFC              | Corea del Sur Corea del Norte Japón |
| CAF            | Campeonato femenino sub-17 de la CAF              | Ghana Nigeria Sudáfrica             |
| CONCACAF       | Campeonato Femenino Sub-17 de la Concacaf de 2010 | México Canadá                       |
| CONMEBOL       | Campeonato Sudamericano Femenino Sub-17 de 2010   | Brasil Chile Venezuela              |
| OFC            | Campeonato femenino Sub-17 de la OFC              | Nueva Zelanda                       |
| UEFA           | Campeonato Europeo Femenino Sub-17 de la UEFA     | España Irlanda Alemania             |
| País anfitrión | País anfitrión                                    | Trinidad y Tobago                   |

## Organización

### Balón oficial
La pelota oficial de la Copa Mundial será el modelo Jabulani fabricado por la marca alemana Adidas. La pelota tiene 11 colores distintos que representan los 11 jugadores y los 11 idiomas oficiales de Sudáfrica, país en donde se desarrolló la Copa Mundial de Fútbol de 2010.
Sus especificaciones técnicas son las siguientes:
|                    | Normas aprobadas por la FIFA (estándar) | Mediciones de Jabulani |
| ------------------ | --------------------------------------- | ---------------------- |
| Circunferencia     | 69.0 ± 0.5 cm                           | 69.0 ± 0.2 cm          |
| Diámetro           | ≤ 1.5% diferencia                       | ≤ 1.0% diferencia      |
| Absorción de agua  | ≤ 10% aumento de peso                   | ~ 0% aumento de peso   |
| Peso               | 420 - 445 g                             | 440 ± 0.2 g            |
| Prueba de rebote   | ≤ 10 cm                                 | ≤ 6 cm                 |
| Pérdida de presión | ≤ 20%                                   | ≤ 10%                  |

### Sedes
| Trinidad & Tobago                       | Trinidad & Tobago                               | Trinidad & Tobago                               |
| --------------------------------------- | ----------------------------------------------- | ----------------------------------------------- |
| Marabella                               | Puerto España Scarborough Arima Marabella Couva | Puerto España Scarborough Arima Marabella Couva |
| Estadio Manny Ramjohn Capacidad: 10.000 | Puerto España Scarborough Arima Marabella Couva | Puerto España Scarborough Arima Marabella Couva |
|                                         | Puerto España Scarborough Arima Marabella Couva | Puerto España Scarborough Arima Marabella Couva |
| Scarborough                             | Puerto España Scarborough Arima Marabella Couva | Puerto España Scarborough Arima Marabella Couva |
| Estadio Dwight Yorke Capacidad: 10.000  | Puerto España Scarborough Arima Marabella Couva | Puerto España Scarborough Arima Marabella Couva |
|                                         | Puerto España Scarborough Arima Marabella Couva | Puerto España Scarborough Arima Marabella Couva |
| Arima                                   | Puerto España                                   | Couva                                           |
| Estadio Larry Gomes Capacidad: 10.000   | Estadio Hasely Crawford Capacidad: 27.000       | Estadio Ato Boldon Capacidad: 10.000            |
|                                         |                                                 |                                                 |

## Resultados
Todos los horarios se presentan en hora local (UTC-4).
- Leyenda: Pts: Puntos; PJ: Partidos jugados; PG: Partidos ganados; PE: Partidos empatados; PP: Partidos perdidos; GF: Goles a favor; GC: Goles en contra; Dif: Diferencia de goles.

### Primera fase

#### Grupo A
| Equipo            | Pts | PJ | PG | PE | PP | GF | GC | DIF |
| ----------------- | --- | -- | -- | -- | -- | -- | -- | --- |
| Nigeria           | 9   | 3  | 3  | 0  | 0  | 10 | 3  | 7   |
| Corea del Norte   | 6   | 3  | 2  | 0  | 1  | 6  | 3  | 3   |
| Trinidad y Tobago | 3   | 3  | 1  | 0  | 2  | 3  | 4  | -1  |
| Chile             | 0   | 3  | 0  | 0  | 3  | 1  | 10 | -9  |

| 5 de septiembre de 2010, 15:00 | Nigeria                   | 3:2 (1:1) | Corea del Norte             | Estadio Hasely Crawford, Puerto España                                  |                                                                         |
|                                | Okobi 3' 79' · Ordega 77' | Reporte   | Su Gyong 28' · Kum Jong 58' | Asistencia: 13.646 espectadores Árbitro(s): Kirsi Heikkinen (Finlandia) | Asistencia: 13.646 espectadores Árbitro(s): Kirsi Heikkinen (Finlandia) |

| 5 de septiembre de 2010, 18:00 | Trinidad y Tobago      | 2:1 (1:0) | Chile        | Estadio Hasely Crawford, Puerto España                              |                                                                     |
|                                | Simmons 9' · Hinds 80' | Reporte   | Rothfeld 83' | Asistencia: 13.646 espectadores Árbitro(s): Gyoengyi Gaal (Hungría) | Asistencia: 13.646 espectadores Árbitro(s): Gyoengyi Gaal (Hungría) |

| 8 de septiembre de 2010, 16:00 | Corea del Norte                    | 3:0 (1:0) | Chile | Estadio Manny Ramjohn, Marabella                                  |                                                                   |
|                                | Kum Jong 44' 72' · Pong 85' (pen.) | Reporte   |       | Asistencia: 10.000 espectadores Árbitro(s): Finau Vulivuli (Fiyi) | Asistencia: 10.000 espectadores Árbitro(s): Finau Vulivuli (Fiyi) |

| 8 de septiembre de 2010, 19:00 | Trinidad y Tobago | 1:2 (1:1) | Nigeria                | Estadio Manny Ramjohn, Marabella                                   |                                                                    |
|                                | Hinds 36'         | Reporte   | Ordega 28' · Ayila 86' | Asistencia: 10.000 espectadores Árbitro(s): Tanja Schett (Austria) | Asistencia: 10.000 espectadores Árbitro(s): Tanja Schett (Austria) |

| 12 de septiembre de 2010, 18:00 | Corea del Norte | 1:0 (1:0) | Trinidad y Tobago | Estadio Ato Boldon, Couva                                        |                                                                  |
|                                 | Su Gyong 3'     | Reporte   |                   | Asistencia: 8.500 espectadores Árbitro(s): Thalia Mitsi (Grecia) | Asistencia: 8.500 espectadores Árbitro(s): Thalia Mitsi (Grecia) |

| 12 de septiembre de 2010, 18:00 | Chile | 0:5 (0:2) | Nigeria                                      | Estadio Larry Gomes, Arima                                       |                                                                  |
|                                 |       | Reporte   | Ordega 15' · Ayila 41' 51' 72' · Okobi 90+1' | Asistencia: 2.335 espectadores Árbitro(s): Michelle Pye (Canadá) | Asistencia: 2.335 espectadores Árbitro(s): Michelle Pye (Canadá) |

#### Grupo B
| Equipo        | Pts | PJ | PG | PE | PP | GF | GC | DIF |
| ------------- | --- | -- | -- | -- | -- | -- | -- | --- |
| Alemania      | 9   | 3  | 3  | 0  | 0  | 22 | 1  | 21  |
| Corea del Sur | 6   | 3  | 2  | 0  | 1  | 7  | 5  | 2   |
| México        | 3   | 3  | 1  | 0  | 2  | 5  | 13 | -8  |
| Sudáfrica     | 0   | 3  | 0  | 0  | 3  | 2  | 17 | -15 |

| 5 de septiembre de 2010, 16:00 | Alemania                                                                    | 9:0 (5:0) | México | Estadio Dwight Yorke, Scarborough                                    |                                                                      |
|                                | Lotzen 4' 35' · Petermann 12' 13' 72' · Malinowski 42' 55' 66' · Demann 47' | Reporte   |        | Asistencia: 2.961 espectadores Árbitro(s): Sachiko Yamagishi (Japón) | Asistencia: 2.961 espectadores Árbitro(s): Sachiko Yamagishi (Japón) |

| 5 de septiembre de 2010, 19:00 | Sudáfrica      | 1:3 (0:1) | Corea del Sur                           | Estadio Dwight Yorke, Scarborough                                 |                                                                   |
|                                | Seoposenwe 53' | Reporte   | Yeo Min-ji 37' 56' · Shin Dam-yeong 77' | Asistencia: 2.961 espectadores Árbitro(s): Tanja Schett (Austria) | Asistencia: 2.961 espectadores Árbitro(s): Tanja Schett (Austria) |

| 8 de septiembre de 2010, 16:00 | Alemania                                                                                              | 10:1 (9:1) | Sudáfrica      | Estadio Dwight Yorke, Scarborough                                |                                                                  |
|                                | Lotzen 12' · Malinowski 19' 29' 36' 57' · Leupolz 24' 25' · Petermann 35' 37' · Seoposenwe 45' (a.g.) | Reporte    | Seoposenwe 31' | Asistencia: 1.830 espectadores Árbitro(s): Michelle Pye (Canadá) | Asistencia: 1.830 espectadores Árbitro(s): Michelle Pye (Canadá) |

| 9 de septiembre de 2010, 19:00 | Corea del Sur                                                   | 4:1 (2:1) | México   | Estadio Dwight Yorke, Scarborough                                     |                                                                       |
|                                | Kim Na-ri 27' · Yeo Min-ji 40' · Kim Da-hye 76' · Lee Yu-Na 90' | Reporte   | Piña 37' | Asistencia: 1.830 espectadores Árbitro(s): Estela Álvarez (Argentina) | Asistencia: 1.830 espectadores Árbitro(s): Estela Álvarez (Argentina) |

| 12 de septiembre de 2010, 15:00 | Corea del Sur | 0:3 (0:0) | Alemania                                   | Estadio Larry Gomes, Arima                                                    |                                                                               |
|                                 |               | Reporte   | Schmid 72' · Lotzen 76' · Chojnowski 90+3' | Asistencia: 2.335 espectadores Árbitro(s): Shane de Silva (Trinidad y Tobago) | Asistencia: 2.335 espectadores Árbitro(s): Shane de Silva (Trinidad y Tobago) |

| 12 de septiembre de 2010, 15:00 | México                                           | 4:0 (1:0) | Sudáfrica | Estadio Ato Boldon, Couva                                         |                                                                   |
|                                 | Solís 21' · Sánchez 52' · Murillo 68' · Piña 78' | Reporte   |           | Asistencia: 8.500 espectadores Árbitro(s): Esther Staubli (Suiza) | Asistencia: 8.500 espectadores Árbitro(s): Esther Staubli (Suiza) |

#### Grupo C
| Equipo        | Pts | PJ | PG | PE | PP | GF | GC | DIF |
| ------------- | --- | -- | -- | -- | -- | -- | -- | --- |
| España        | 9   | 3  | 3  | 0  | 0  | 9  | 3  | 6   |
| Japón         | 6   | 3  | 2  | 0  | 1  | 13 | 4  | 9   |
| Venezuela     | 3   | 3  | 1  | 0  | 2  | 3  | 9  | -6  |
| Nueva Zelanda | 0   | 3  | 0  | 0  | 3  | 2  | 11 | -9  |

| 6 de septiembre de 2010, 16:00 | España                                                  | 4:1 (3:0) | Japón        | Estadio Ato Boldon, Couva                                              |                                                                        |
|                                | I. Pérez 26' · Putellas 28' · Gutiérrez 41' · Pinel 55' | Reporte   | Yokoyama 56' | Asistencia: 1.364 espectadores Árbitro(s): Quetzalli Alvarado (México) | Asistencia: 1.364 espectadores Árbitro(s): Quetzalli Alvarado (México) |

| 6 de septiembre de 2010, 19:00 | Nueva Zelanda | 1:2 (1:1) | Venezuela    | Estadio Ato Boldon, Couva                                        |                                                                  |
|                                | Loye 10'      | Reporte   | Viso 24' 67' | Asistencia: 1.364 espectadores Árbitro(s): Thalia Mitsi (Grecia) | Asistencia: 1.364 espectadores Árbitro(s): Thalia Mitsi (Grecia) |

| 9 de septiembre de 2010, 16:00 | Nueva Zelanda | 1:3 (1:1) | España                            | Estadio Ato Boldon, Couva                                              |                                                                        |
|                                | Loye 15'      |           | Gili 4' · Mérida 48' · Lázaro 86' | Asistencia: 1.758 espectadores Árbitro(s): Cha Sung Mi (Corea del Sur) | Asistencia: 1.758 espectadores Árbitro(s): Cha Sung Mi (Corea del Sur) |

| 9 de septiembre de 2010, 19:00 | Japón                                                                       | 6:0 (3:0) | Venezuela | Estadio Ato Boldon, Couva                                              |                                                                        |
|                                | Kyokawa 10' 32' (pen.) 59' · Y. Tanaka 27' · Yokoyama 70' · Nagashima 90+2' |           |           | Asistencia: 1.758 espectadores Árbitro(s): Quetzalli Alvarado (México) | Asistencia: 1.758 espectadores Árbitro(s): Quetzalli Alvarado (México) |

| 13 de septiembre de 2010, 16:00 | Japón                                                              | 6:0 (1:0) | Nueva Zelanda | Estadio Dwight Yorke, Scarborough                                      |                                                                        |
|                                 | Yokoyama 24' 58' · Y. Tanaka 59' 89' · M. Tanaka 74' · Honda 90+1' | Reporte   |               | Asistencia: 2.140 espectadores Árbitro(s): Kirsi Heikkinen (Finlandia) | Asistencia: 2.140 espectadores Árbitro(s): Kirsi Heikkinen (Finlandia) |

| 13 de septiembre de 2010, 16:00 | Venezuela    | 1:2 (0:1) | España         | Estadio Manny Ramjohn, Marabella                                  |                                                                   |
|                                 | Alvarado 74' | Reporte   | Lázaro 28' 83' | Asistencia: 2.579 espectadores Árbitro(s): Therese Sagno (Guinea) | Asistencia: 2.579 espectadores Árbitro(s): Therese Sagno (Guinea) |

#### Grupo D
| Equipo  | Pts | PJ | PG | PE | PP | GF | GC | DIF |
| ------- | --- | -- | -- | -- | -- | -- | -- | --- |
| Irlanda | 6   | 3  | 2  | 0  | 1  | 5  | 2  | 3   |
| Brasil  | 6   | 3  | 2  | 0  | 1  | 4  | 2  | 2   |
| Canadá  | 3   | 3  | 1  | 0  | 2  | 1  | 3  | -2  |
| Ghana   | 3   | 3  | 1  | 0  | 2  | 1  | 4  | -3  |

| 6 de septiembre de 2010, 16:00 | Irlanda     | 1:2 (0:1) | Brasil         | Estadio Larry Gomes, Arima                                  |                                                             |
|                                | Killeen 58' | Reporte   | Glaucia 4' 61' | Asistencia: 1.881 espectadores Árbitro(s): Wang Jia (China) | Asistencia: 1.881 espectadores Árbitro(s): Wang Jia (China) |

| 6 de septiembre de 2010, 19:00 | Canadá      | 1:0 (0:0) | Ghana | Estadio Larry Gomes, Arima                                             |                                                                        |
|                                | Cantave 54' | Reporte   |       | Asistencia: 1.881 espectadores Árbitro(s): Cha Sung Mi (Corea del Sur) | Asistencia: 1.881 espectadores Árbitro(s): Cha Sung Mi (Corea del Sur) |

| 9 de septiembre de 2010, 16:00 | Irlanda     | 1:0 (0:0) | Canadá | Estadio Larry Gomes, Arima                                           |                                                                      |
|                                | Killeen 76' | Reporte   |        | Asistencia: 2.293 espectadores Árbitro(s): Sachiko Yamagishi (Japón) | Asistencia: 2.293 espectadores Árbitro(s): Sachiko Yamagishi (Japón) |

| 9 de septiembre de 2010, 19:00 | Ghana     | 1:0 (1:0) | Brasil | Estadio Larry Gomes, Arima                                        |                                                                   |
|                                | Danso 22' | Reporte   |        | Asistencia: 2.293 espectadores Árbitro(s): Esther Staubli (Suiza) | Asistencia: 2.293 espectadores Árbitro(s): Esther Staubli (Suiza) |

| 13 de septiembre de 2010, 19:00 | Ghana | 0:3 (0:2) | Irlanda                                 | Estadio Dwight Yorke, Scarborough                                     |                                                                       |
|                                 |       | Reporte   | Campbell 5' · Donnelly 36' · Gilroy 77' | Asistencia: 2.140 espectadores Árbitro(s): Estela Álvarez (Argentina) | Asistencia: 2.140 espectadores Árbitro(s): Estela Álvarez (Argentina) |

| 13 de septiembre de 2010, 19:00 | Brasil                | 2:0 (1:0) | Canadá | Estadio Manny Ramjohn, Marabella                                   |                                                                    |
|                                 | Paula 20' · Thaís 51' | Reporte   |        | Asistencia: 2.579 espectadores Árbitro(s): Gyoengyi Gaal (Hungría) | Asistencia: 2.579 espectadores Árbitro(s): Gyoengyi Gaal (Hungría) |

### Segunda fase
|  | Cuartos de final            | Cuartos de final        |                             |                 | Semifinales  | Semifinales  |  |  | Final                       | Final |
|  |                             |                         |                             |                 |              |              |  |  |                             |       |
|  | Marabella, 16 de septiembre |                         |                             |                 |              |              |  |  |                             |       |
|  |                             |                         |                             |                 |              |              |  |  |                             |       |
|  | Nigeria                     | 5                       |                             |                 |              |              |  |  |                             |       |
|  | Nigeria                     | 5                       | Arima, 21 de septiembre     |                 |              |              |  |  |                             |       |
|  | Corea del Sur (t.s.)        | 6                       |                             |                 |              |              |  |  |                             |       |
|  | Corea del Sur (t.s.)        | 6                       | Corea del Sur               | 2               |              |              |  |  |                             |       |
|  | Couva, 17 de septiembre     |                         | Corea del Sur               | 2               |              |              |  |  |                             |       |
|  |                             | España                  | 1                           |                 |              |              |  |  |                             |       |
|  | España                      | España                  | 1                           | 2               |              |              |  |  |                             |       |
|  | España                      |                         | P. España, 25 de septiembre | 2               |              |              |  |  |                             |       |
|  | Brasil                      | 1                       |                             |                 |              |              |  |  |                             |       |
|  | Brasil                      | 1                       | Corea del Sur (p.)          | 3 (5)           |              |              |  |  |                             |       |
|  | Marabella, 16 de septiembre |                         | Corea del Sur (p.)          | 3 (5)           |              |              |  |  |                             |       |
|  |                             | Japón                   | 3 (4)                       |                 |              |              |  |  |                             |       |
|  | Alemania                    | Japón                   | 3 (4)                       | 0               |              |              |  |  |                             |       |
|  | Alemania                    | Couva, 21 de septiembre |                             | 0               |              |              |  |  |                             |       |
|  | Corea del Norte             | 1                       |                             |                 |              |              |  |  |                             |       |
|  | Corea del Norte             | 1                       | Corea del Norte             | 1               | Tercer lugar | Tercer lugar |  |  |                             |       |
|  | Arima, 17 de septiembre     |                         | Corea del Norte             | 1               |              |              |  |  |                             |       |
|  |                             | Japón                   | 2                           |                 |              |              |  |  |                             |       |
|  | Irlanda                     | Japón                   | 2                           | 1               | España       | 1            |  |  |                             |       |
|  | Irlanda                     |                         |                             | 1               | España       | 1            |  |  |                             |       |
|  | Japón                       | 2                       |                             | Corea del Norte | 0            |              |  |  |                             |       |
|  | Japón                       | 2                       |                             |                 | 0            |              |  |  |                             |       |
|  |                             |                         |                             |                 |              |              |  |  | P. España, 25 de septiembre |       |
|  |                             |                         |                             |                 |              |              |  |  |                             |       |

#### Cuartos de final
| 16 de septiembre de 2010, 16:00 | Nigeria                                        | 5:6 (4:4, 3:2) (t. s.) | Corea del Sur                                                         | Estadio Manny Ramjohn, Marabella  |                                   |
|                                 | Ayila 2' 103' · Eyebhoria 3' · Okobi 37' 90+1' | Reporte                | Lee Geum-min 15' · Yeo Min-ji 23' 70' (pen.) 89' 98' · Kim A-reum 94' | Árbitro(s): Thalia Mitsi (Grecia) | Árbitro(s): Thalia Mitsi (Grecia) |

| 16 de septiembre de 2010, 19:00 | Alemania | 0:1 (0:1) | Corea del Norte | Estadio Manny Ramjohn, Marabella                                       |                                                                        |
|                                 |          | Reporte   | Kum Jong 44'    | Asistencia: 4.034 espectadores Árbitro(s): Quetzalli Alvarado (México) | Asistencia: 4.034 espectadores Árbitro(s): Quetzalli Alvarado (México) |

| 17 de septiembre de 2010, 16:00 | España                   | 2:1 (1:0) | Brasil            | Estadio Ato Boldon, Couva                                            |                                                                      |
|                                 | Pinel 35' · Calderón 65' | Reporte   | Andrés 76' (a.g.) | Asistencia: 1.265 espectadores Árbitro(s): Sachiko Yamagishi (Japón) | Asistencia: 1.265 espectadores Árbitro(s): Sachiko Yamagishi (Japón) |

| 17 de septiembre de 2010, 19:00 | Irlanda        | 1:2 (0:1) | Japón                             | Estadio Larry Gomes, Arima                                       |                                                                  |
|                                 | O'Sullivan 53' | Reporte   | Naomoto 34' (pen.) · Yokoyama 66' | Asistencia: 1.427 espectadores Árbitro(s): Michelle Pye (Canadá) | Asistencia: 1.427 espectadores Árbitro(s): Michelle Pye (Canadá) |

#### Semifinales
| 21 de septiembre de 2010, 16:00 | Corea del Sur                    | 2:1 (2:1) | España       | Estadio Ato Boldon, Couva         |                                   |
|                                 | Yeo Min-ji 25' · Joo Soo-jin 39' | Reporte   | Sampedro 23' | Árbitro(s): Michelle Pye (Canadá) | Árbitro(s): Michelle Pye (Canadá) |

| 21 de septiembre de 2010, 19:00 | Corea del Norte | 1:2 (0:0) | Japón                     | Estadio Ato Boldon, Couva                                         |                                                                   |
|                                 | Kum Jong 59'    | Reporte   | Takagi 69' · Yokoyama 70' | Asistencia: 3428 espectadores Árbitro(s): Gyoengyi Gaal (Hungría) | Asistencia: 3428 espectadores Árbitro(s): Gyoengyi Gaal (Hungría) |

#### Tercer lugar
| 25 de septiembre, 15:00 | España    | 1:0 (0:0) | Corea del Norte | Estadio Hasely Crawford, Puerto España                                  |                                                                         |
|                         | Pinel 56' | Reporte   |                 | Asistencia: 12.983 espectadores Árbitro(s): Quetzalli Alvarado (México) | Asistencia: 12.983 espectadores Árbitro(s): Quetzalli Alvarado (México) |

#### Final
| 25 de septiembre, 18:00 | Corea del Sur                                                                  | 3:3 (3:3, 2:2) (t. s.)(5:4 p.) | Japón                                                    | Estadio Hasely Crawford, Puerto España                                  |                                                                         |
|                         | Lee Jung-eun 6' · Kim A-reum 45+1' · Lee So-dam 79'                            | Reporte                        | Naomoto 11' · Y. Tanaka 17' · Katō 57'                   | Asistencia: 12.983 espectadores Árbitro(s): Kirsi Heikkinen (Finlandia) | Asistencia: 12.983 espectadores Árbitro(s): Kirsi Heikkinen (Finlandia) |
|                         |                                                                                | Tiros desde el punto penal     |                                                          |                                                                         |                                                                         |
|                         | Lee Jung-eun · Yeo Min-ji · Lee So-dam · Kim Da-hye · Kim A-reum · Jang Sel-gi |                                | Y. Tanaka · Wada · Nakada · Hamada · Naomoto · Muramatsu |                                                                         |                                                                         |

|                                   |
| Bandera de Corea del Sur          |
| Campeón Corea del Sur 1.er título |

## Estadísticas
| Equipo | Equipo            | Pts | PJ | PG | PE | PP | GF | GC | Dif | Rend   |
| ------ | ----------------- | --- | -- | -- | -- | -- | -- | -- | --- | ------ |
| 1      | Corea del Sur     | 13  | 6  | 4  | 1  | 1  | 18 | 14 | 4   | 72.22% |
| 2      | Japón             | 13  | 6  | 4  | 1  | 1  | 20 | 9  | 11  | 72.22% |
| 3      | España            | 15  | 6  | 5  | 0  | 1  | 13 | 6  | 7   | 83.33% |
| 4      | Corea del Norte   | 9   | 6  | 3  | 0  | 3  | 8  | 6  | 2   | 50%    |
| 5      | Alemania          | 9   | 4  | 3  | 0  | 1  | 22 | 2  | 20  | 75%    |
| 6      | Nigeria           | 9   | 4  | 3  | 0  | 1  | 15 | 9  | 6   | 75%    |
| 7      | Irlanda           | 6   | 4  | 2  | 0  | 2  | 6  | 4  | 2   | 50%    |
| 8      | Brasil            | 6   | 4  | 2  | 0  | 2  | 5  | 4  | 1   | 50%    |
| 9      | Trinidad y Tobago | 3   | 3  | 1  | 0  | 2  | 3  | 4  | -1  | 33.33% |
| 10     | Canadá            | 3   | 3  | 1  | 0  | 2  | 1  | 3  | -2  | 33.33% |
| 11     | Ghana             | 3   | 3  | 1  | 0  | 2  | 1  | 4  | -3  | 33.33% |
| 12     | Venezuela         | 3   | 3  | 1  | 0  | 2  | 3  | 9  | -6  | 33.33% |
| 13     | México            | 3   | 3  | 1  | 0  | 2  | 5  | 13 | -8  | 33.33% |
| 14     | Nueva Zelanda     | 0   | 3  | 0  | 0  | 3  | 2  | 11 | -9  | 0%     |
| 15     | Chile             | 0   | 3  | 0  | 0  | 3  | 1  | 10 | -9  | 0%     |
| 16     | Sudáfrica         | 0   | 3  | 0  | 0  | 3  | 2  | 17 | -15 | 0%     |

### Goleadoras
| Jugadora         | Selección       | GF | AST | MIN  |
| ---------------- | --------------- | -- | --- | ---- |
| Yeo Min-ji       | Corea del Sur   | 8  | 3   | 527' |
| Kyra Malinowski  | Alemania        | 7  | 0   | 296' |
| Kumi Yokoyama    | Japón           | 6  | 1   | 318' |
| Loveth Ayila     | Nigeria         | 6  | 0   | 300' |
| Lena Petermann   | Alemania        | 5  | 4   | 360' |
| Ngozi Okobi      | Nigeria         | 5  | 3   | 390' |
| Kim Kum Jong     | Corea del Norte | 5  | 0   | 450' |
| Lena Lotzen      | Alemania        | 4  | 3   | 325' |
| Francisca Ordega | Nigeria         | 3  | 2   | 312' |
| Paloma Lázaro    | España          | 3  | 0   | 130' |
| Raquel Pinel     | España          | 3  | 0   | 386' |
| Mai Kyokawa      | Japón           | 3  | 0   | 331' |

## Premios

### Balón de Oro
| Premio          |                 | Jugadora      | Selección       |
| --------------- | --------------- | ------------- | --------------- |
| Balón de Oro    | Balón de Oro    | Yeo Min-ji    | Corea del Sur   |
| Balón de Plata  | Balón de Plata  | Kumi Yokoyama | Japón           |
| Balón de Bronce | Balón de Bronce | Kim Kum Jong  | Corea del Norte |

### Bota de oro
| Premio         |                | Jugadora        | Selección     | Goles |
| -------------- | -------------- | --------------- | ------------- | ----- |
| Bota de Oro    | Bota de Oro    | Yeo Min-ji      | Corea del Sur | 8     |
| Bota de Plata  |                | Kyra Malinowski | Alemania      | 7     |
| Bota de Bronce | Bota de Bronce | Kumi Yokoyama   | Japón         | 6     |

### Mejor Portera
| Premio        |               | Jugadora      | Selección |
| ------------- | ------------- | ------------- | --------- |
| Guante de Oro | Guante de Oro | Lola Gallardo | España    |

### Juego limpio
| Premio                            |  | Selección |
| --------------------------------- |  | --------- |
| Premio al Juego Limpio de la FIFA |  | Alemania  |